# Xã Moose Lake, Quận Cass, Minnesota
Xã Moose Lake (tiếng Anh: Moose Lake Township) là một xã thuộc quận Cass, tiểu bang Minnesota, Hoa Kỳ. Năm 2010, dân số của xã này là 111 người.